# Tercera División de España 2013-14
La temporada 2013-14 de la Tercera División de España de fútbol comenzó en agosto de 2013 y finalizó en junio de 2014 con los playoff finales.

## Promoción de ascenso a Segunda División B

### Equipos clasificados
Los siguientes equipos se han clasificado para la promoción de ascenso a Segunda División B:
En negrita se indicarán los equipos que ascenderán a Segunda División B.
| Grupo I            | Grupo II         | Grupo III                    | Grupo IV            | Grupo V                   |
| ------------------ | ---------------- | ---------------------------- | ------------------- | ------------------------- |
| 1º U.D. Somozas    | 1º C.D. Lealtad  | 1º R.S. Gimn. de Torrelavega | 1º S.D. Leioa       | 1º U.E. Cornellà          |
| 2º C.C.D. Cerceda  | 2º U.P. Langreo  | 2º C.D. Laredo               | 2º Club Portugalete | 2º C.F. Montañesa         |
| 3º C.D. Boiro      | 3º U.C. Ceares   | 3º Rayo Cantabria            | 3º Arenas Club      | 3º C.E. Europa            |
| 4º Pontevedra C.F. | 4º C.D. Praviano | 4º U.M. Escobedo             | 4º D. Alavés B      | 4º Terrassa Olímpica 2010 |

| Grupo VI         | Grupo VII                       | Grupo VIII               | Grupo IX              | Grupo X                   |
| ---------------- | ------------------------------- | ------------------------ | --------------------- | ------------------------- |
| 1º C.D. Eldense  | 1º C.F. Trival Valderas Alc.    | 1º R. Valladolid C.F. B  | 1º Marbella F.C.      | 1º R. Betis Bpié. "B"     |
| 2º U.D. Alzira   | 2º Rayo Vallecano B             | 2º Atlético Astorga C.F. | 2º Linares Deportivo  | 2º C.D. San Roque de Lepe |
| 3º Orihuela C.F. | 3º A.D. Unión Adarve            | 3º Arandina C.F.         | 3º Atlético Malagueño | 3º C.D. Alcalá            |
| 4º Paterna C.F.  | 4º U.D. S. Sebast. de los Reyes | 4º R. Ávila C.F.         | 4º Loja C.D.          | 4º A.D. Ceuta F.C.        |

| Grupo XI                 | Grupo XII                   | Grupo XIII           | Grupo XIV            | Grupo XV          |
| ------------------------ | --------------------------- | -------------------- | -------------------- | ----------------- |
| 1º R. C. D. Mallorca B   | 1º C.D. Atlético Granadilla | 1º UCAM Murcia C.F.  | 1º C.F. Villanovense | 1º C.D. Izarra    |
| 2º S.C.R. Peña Deportiva | 2º C.D. Marino              | 2º Yeclano Deportivo | 2º Mérida A.D.       | 2º A.D. San Juan  |
| 3º S.D. Formentera       | 3º C.D. Mensajero           | 3º Águilas F.C.      | 3º Jerez C.F.        | 3º U.D. Mutilvera |
| 4º C.D. Binisalem        | 4º C.D. Tenerife B          | 4º Mar Menor C.F.    | 4º Badajoz C.F.      | 4º C.A. Osasuna B |

| Grupo XVI            | Grupo XVII               | Grupo XVIII           |
| -------------------- | ------------------------ | --------------------- |
| 1º C.D. Varea        | 1º R. Zaragoza B         | 1º C.D. Puertollano   |
| 2º C. Haro Deportivo | 2º C.D. Teruel           | 2º U.D. Socuéllamos   |
| 3º Náxara C.D.       | 3º S. D. Ejea            | 3º C.P. Villarrobledo |
| 4º C.D. Anguiano     | 4º C. Atlético de Monzón | 4º U.D. Almansa       |

|  | Clasificado para la ruta de campeones de grupo de la promoción de ascenso ( si obtuvo el ascenso)    |
|  | Clasificado para la ruta de no campeones de grupo de la promoción de ascenso ( si obtuvo el ascenso) |

### Equipos ascendidos
Los siguientes equipos han ascendido a Segunda División B:
| Grupo I - U.D. Somozas Grupo II - U.P. Langreo - C.D. Lealtad Grupo III - No ascendió ningún equipo de este grupo Grupo IV - S.D. Leioa Grupo V - U.E. Cornellà Grupo VI - C.D. Eldense | Grupo VII - C.F. Trival Valderas Alcorcón Grupo VIII - Atlético Astorga C.F. - R. Valladolid B C.F. Grupo IX - Marbella F.C. Grupo X - R. Betis Bpié. B - C.D. San Roque de Lepe Grupo XI - R.C.D. Mallorca B Grupo XII - No ascendió ningún equipo de este grupo | Grupo XIII - UCAM Murcia C.F. Grupo XIV - C.F. Villanovense Grupo XV - No ascendió ningún equipo de este grupo Grupo XVI - No ascendió ningún equipo de este grupo Grupo XVII - R. Zaragoza B Grupo XVIII - U.D. Socuéllamos - C.D. Puertollano |

## Descenso a Regional
Los siguientes equipos descienden a la División Regional correspondiente de cada grupo:
| Grupo I           | Grupo II          | Grupo III                  | Grupo IV                | Grupo V                   |
| ----------------- | ----------------- | -------------------------- | ----------------------- | ------------------------- |
| 17º S.D. Grixoa   | 18º Candás C.F.   | 18º C.D. Pontejos          | 18º C.D. Elgoibar       | 18º F.C. Santboià         |
| 18º Betanzos C.F. | 19º Luarca C.F.   | 19º C.D. Guarnizo          | 19º Retuerto Sport S.D. | 19º U.E. Rapitenca        |
| 19º C.D. Dorneda  | 20º R. Tapia C.F. | 20º C.F. Ribamontán al Mar | 20º Sodupe U.C.         | 20º U.D.A. Gramenet Milán |
| 20º S.D. Negreira |                   |                            |                         |                           |

| Grupo VI         | Grupo VII                   | Grupo VIII                     | Grupo IX                | Grupo X             |
| ---------------- | --------------------------- | ------------------------------ | ----------------------- | ------------------- |
| 18º C.F. Borriol | 17º C.U. Collado Villalba   | 18º Unami C.P.                 | 18º U.D. Melilla B      | 18º C.D. Pozoblanco |
| 19º C.D. Llosa   | 18º Aravaca C.F.            | 19º U.D. Santa Marta de Tormes | 19º A.D. Huércal        | 19º Xerez C.D.      |
| 20º Pinoso C.F.  | 19º R. Aranjuez C.F.        | 20º Racing Lermeño C.F.        | 20º Unión Estepona C.F. | 20º Ayamonte C.F.   |
|                  | 20º R.C.D. Carabanchel      |                                |                         |                     |
|                  | 21º C.D. Vicálvaro          |                                |                         |                     |
|                  | 22º C.D. Los Yéb.-San Bruno |                                |                         |                     |

| Grupo XI                | Grupo XII                 | Grupo XIII                | Grupo XIV                    | Grupo XV                    |
| ----------------------- | ------------------------- | ------------------------- | ---------------------------- | --------------------------- |
| 18º U.D. Rotlet Molinar | 18º C.D. Raqui San Isidro | 16º C.F. Molina           | 18º C.P. Cacereño B          | 18º C.D. Murchante          |
| 19º C.D. Felanich       | 19º U.D. Realejos         | 17º C. Atlético Pulpileño | 19º C.D. Miajadas            | 19º C.D. Erriberri          |
| 20º C.D. Santañí        | 20º U.D. Vecindario       | 18º C.D. Bullense         | 20º Racing C.P. Valverdeño   | 20º Club Atlético Artajonés |
|                         |                           | 19º C. Olímpico de Totana | 21º A.D. Ciudad de Plasencia |                             |

| Grupo XVI           | Grupo XVII                     | Grupo XVIII           |
| ------------------- | ------------------------------ | --------------------- |
| 18º C.D. Pradejón   | 17º C.D. Brea                  | 18º C.D. Illescas     |
| 19º C.D. Berceo     | 18º Atlético Calatayud C.F.    | 19º C.D. Azuqueca     |
| 20º C.C.D. Alberite | 19º C.F. Atlético Escalerillas | 20º C.D.E.E.F. Zona 5 |
|                     | 20º C.D. Altorricón            |                       |
|                     | 21º C.D. Oliver                |                       |

## Equipos retirados de la competición
| Equipo              | Grupo     | Últ. Jornada |
| ------------------- | --------- | ------------ |
| Ayamonte C.F.       | Grupo X   | 16           |
| Unión Estepona C.F. | Grupo IX  | 18           |
| U.D. Vecindario     | Grupo XII | 37           |